# Danny Blind
Dirk Franciscus „Danny” Blind (Oost-Souburg, 1961. augusztus 1. –) holland labdarúgóhátvéd, edző. A holland labdarúgó-válogatott volt szövetségi kapitánya. Fia a világbajnoki bronzérmes Daley Blind.

## Klub statisztika
| Bajnokság teljesítmény | Bajnokság teljesítmény | Bajnokság teljesítmény | Liga            | Liga  | Nemzeti kupa    | Nemzeti kupa | Nemzetközi kupa | Nemzetközi kupa | Összesen        | Összesen |
| Klub                   | Szezon                 | Bajnokság              | Pályára lépesek | Gólok | Pályára lépesek | Gólok        | Pályára lépesek | Gólok           | Pályára lépesek | Gólok    |
| Hollandia              | Hollandia              | Hollandia              | Liga            | Liga  | KNVB Kupa       | KNVB Kupa    | Európa          | Európa          | Összesen        | Összesen |
| ---------------------- | ---------------------- | ---------------------- | --------------- | ----- | --------------- | ------------ | --------------- | --------------- | --------------- | -------- |
| Sparta Rotterdam       | 1979–80                | Eredivisie             | 13              | 0     | 2               | 0            | -               | -               | 15              | 0        |
| Sparta Rotterdam       | 1980–81                | Eredivisie             | 10              | 0     | 0               | 0            | -               | -               | 10              | 0        |
| Sparta Rotterdam       | 1981–82                | Eredivisie             | 10              | 2     | 2               | 0            | -               | -               | 12              | 2        |
| Sparta Rotterdam       | 1982–83                | Eredivisie             | 34              | 3     | 1               | 0            | -               | -               | 35              | 3        |
| Sparta Rotterdam       | 1983–84                | Eredivisie             | 34              | 5     | 3               | 0            | 6               | 0               | 43              | 5        |
| Sparta Rotterdam       | 1984–85                | Eredivisie             | 30              | 3     | 4               | 0            | -               | -               | 34              | 3        |
| Sparta Rotterdam       | 1985–86                | Eredivisie             | 34              | 5     | 1               | 0            | 4               | 0               | 39              | 5        |
| Ajax                   | 1986–87                | Eredivisie             | 29              | 4     | 5               | 0            | 7               | 0               | 41              | 4        |
| Ajax                   | 1987–88                | Eredivisie             | 31              | 0     | 1               | 0            | 8               | 1               | 40              | 1        |
| Ajax                   | 1988–89                | Eredivisie             | 30              | 2     | 3               | 0            | -               | -               | 33              | 2        |
| Ajax                   | 1989–90                | Eredivisie             | 34              | 0     | 4               | 0            | -               | -               | 38              | 0        |
| Ajax                   | 1990–91                | Eredivisie             | 34              | 2     | 3               | 0            | -               | -               | 37              | 2        |
| Ajax                   | 1991–92                | Eredivisie             | 30              | 2     | 3               | 1            | 12              | 1               | 45              | 4        |
| Ajax                   | 1992–93                | Eredivisie             | 28              | 4     | 5               | 0            | 8               | 0               | 41              | 4        |
| Ajax                   | 1993–94                | Eredivisie             | 30              | 1     | 4               | 3            | 6               | 0               | 40              | 4        |
| Ajax                   | 1994–95                | Eredivisie             | 34              | 5     | 3               | 0            | 10              | 0               | 49              | 5        |
| Ajax                   | 1995–96                | Eredivisie             | 31              | 3     | 1               | 0            | 8               | 0               | 40              | 3        |
| Ajax                   | 1996–97                | Eredivisie             | 16              | 0     | 0               | 0            | 5               | 0               | 21              | 0        |
| Ajax                   | 1997–98                | Eredivisie             | 26              | 1     | 4               | 1            | 7               | 0               | 37              | 2        |
| Ajax                   | 1998–99                | Eredivisie             | 19              | 3     | 2               | 0            | 3               | 0               | 24              | 3        |
| Ajax összesen          | Ajax összesen          | Ajax összesen          | 372             | 27    | 38              | 5            | 84              | 2               | 494             | 34       |
| Teljes karrier         | Teljes karrier         | Teljes karrier         | 537             | 45    | 51              | 5            | 94              | 2               | 682             | 54       |

## Díjai, sikerei

### Ajax
- Eredivisie (5): 1989–90 , 1993–94 , 1994–95 , 1995–96 , 1997–98
- KNVB Kupa (4): 1987, 1993, 1998, 1999
- Johan Cruijff-kupa (2): 1993, 1994
- Bajnokok ligája: 1994–95
- KEK: 1986–87
- Európai kupagyőztes: 1991–92
- Európai szuperkupa: 1995
- Interkontinentális kupa: 1995

### Egyéni
- Az év holland labdarúgója: 1995, 1996
- Az év ESM csapata: 1994–95, 1995–96
- Interkontinentális kupa – A meccs embere: 1995

### Ajax
- KNVB Kupa: 2006
- Johan Cruijff-kupa: 2005